# Mirca
Mirca (italsky Mirza) je vesnice a přímořské letovisko v Chorvatsku ve Splitsko-dalmatské župě, nacházející se na severu ostrova Brač, spadající pod opčinu města Supetar, od něhož se nachází 1 km západně. V roce 2011 zde žilo celkem 321 obyvatel. V roce 1991 většinu obyvatelstva (98,65 %) tvořili Chorvati.
Sousedními letovisky jsou Supetar a Sutivan.